# Астронет
Астронет — науково-освітній вебсайт, присвячений астрономії. Цільова аудиторія — науковці, інженери, аспіранти, студенти, старші школярі.
Проєкт було створено та підтримується за участю Державного астрономічного інституту імені Павла Штернберга, Російського фонду фундаментальних досліджень, Наукової Мережі, РГО «Світ Науки та Культури» та ряду інших організацій. На сайті є календарі спостерігача, карти неба, огляди наукових статей та навчальна література різного рівня — від шкільних курсів астрономії до лекцій з астрофізики.
Сайт займав друге місце на конкурсах РОТОР++ у 2003 році та РОТОР у 2004 році.